# Pentametrocrinus atlanticus
Pentametrocrinus atlanticus is een haarster uit de familie Pentametrocrinidae.
De wetenschappelijke naam van de soort werd in 1883 gepubliceerd door Edmond Perrier.